# Edward de Virion
Edward de Virion h. Leliwa, ps. „Red” (ur. 21 stycznia 1924 w Rudawie, zm. 23 kwietnia 1993 w Południowej Afryce) – polski i brytyjski wojskowy, działacz polonijny, przewodniczący Rady Polonii RPA.

## Życiorys
Edward urodził się w polskiej rodzinie szlacheckiej – de Virionów herbu Leliwa. Jego ojcem był Włodzimierz Izydor „Dziuk” de Virion h. Leliwa (1896–1974), a matką Irena bar. Brunnow herbu Trzy Belki (1897–1979). Był starszym bratem Anny Zofii po mężu Starowiejskiej (1925–1999), Jerzego Andrzeja (1927–1985), ps. „Jarek”, i Stanisława Gustawa (1928–2007), ps. „Gustaw”.
W czasie II wojny światowej żołnierz Armii Krajowej. W stopniu kaprala podchorążego walczył w powstaniu warszawskim, w szeregach 1. kompanii Zgrupowania Bartkiewicz. Po powstaniu trafił do niewoli niemieckiej (nr jeniecki 140149). Po uwolnieniu był podchorążym 2 Korpusu Polskiego we Włoszech, a później żołnierzem jednostek specjalnym wojska brytyjskiego (Intelligence Corps).
W 1962 zamieszkał w Republice Południowej Afryki, gdzie przez kilka dziesięcioleci stał na czele Rady Polonii.
Został odznaczony przez Rząd RP na uchodźstwie Srebrnym Krzyżem Zasługi z Mieczami oraz w 1976 Złotym Krzyżem Zasługi.
Był mężem Marii Adeli Jolanty z Chacińskich h. Rawicz (ur. 1929), córki Józefa. Ich synami są Robert (ur. 1968) i Jerzy Józef (ur. 1970).